# 레 콤파뇽 드 라 샹송

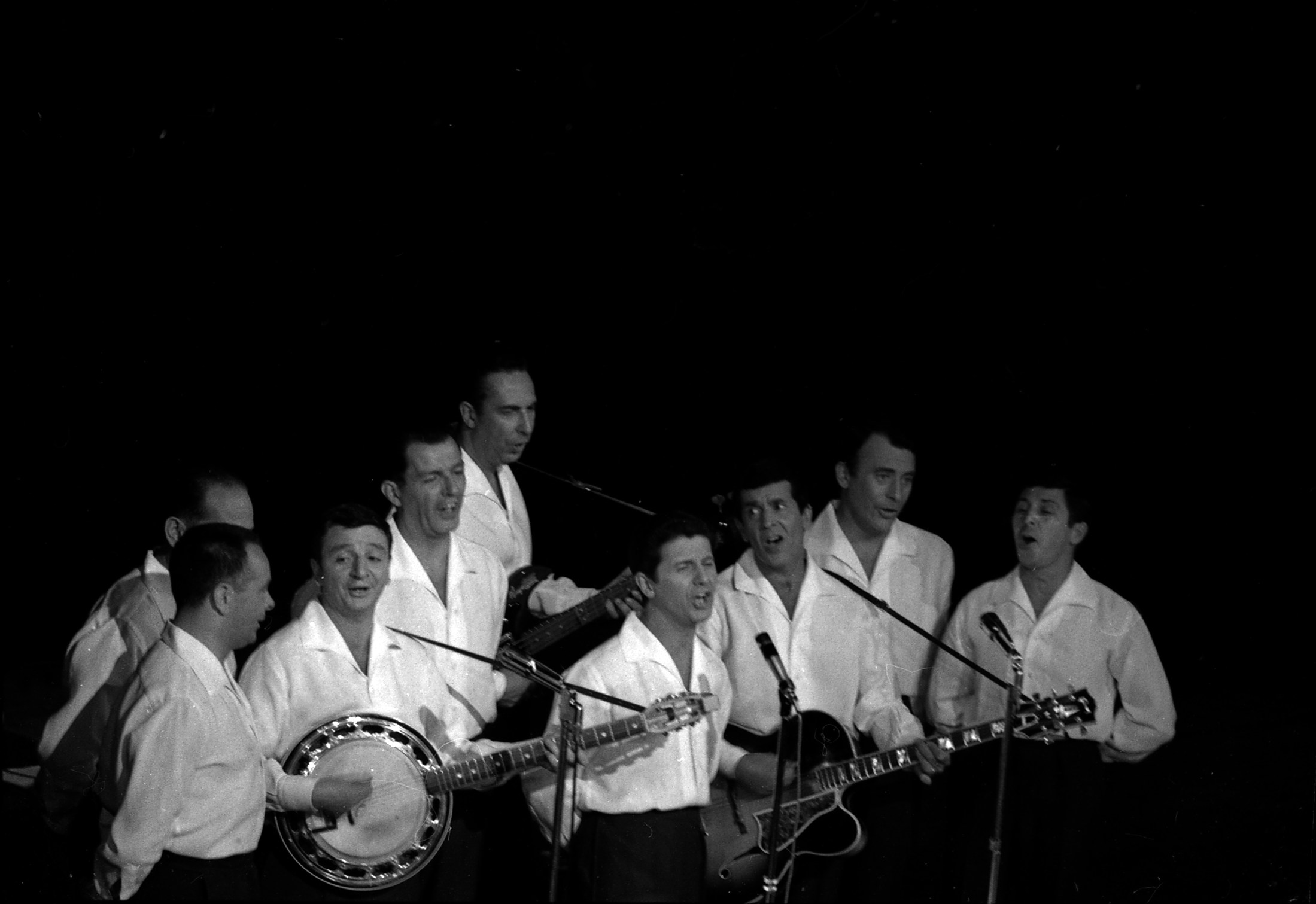
1965년

레 콤파뇽 드 라 샹송(Les Compagnons De La Chanson)은 샹송의 코러스 그룹이다. 1941년에 리옹에서 결성된 레지스탕스의 단체 '프랑스의 동지들'이 남프랑스의 피난민 위안을 위하여 루이 리에발을 리더로 하여 소년 합창단 '음악의 벗'을 만들었다. 이것이 전후까지 계속되어, 1945년에 파리의 보비노 극장에 출연하였다. 다음 해에는 둘로 갈라져 새로 9명의 멤버로 된 '샹송의 벗'이 생겨났다. 에디트 피아프의 인정을 받아 1946년에  <3개의 종>을 불러 크게 히트, 1948년에 <라마리>로 ACC 디스크 대상을 수상하였다.